# Billboard (magasin)
 For alternative betydninger, se Billboard. (Se også artikler, som begynder med Billboard)
Billboard er et amerikansk musikmagasin, grundlagt i 1894. Det er mest kendt for sine lister over de mest solgte plader i USA. De mest prestigefyldte lister er Billboard Hot 100 (for singler) og Billboard 200 (for album). I tillæg har magasinet en række lister inden for forskellige musikgenrer, både for singler og album, og lister for hvilke sange, der har fået mest spilletid i radioen. 